# Гнила Оржиця
Гнила́ О́ржиця — річка в Україні, в межах Броварського і Бориспільського районів Київської області та Лубенського району Полтавської області. Ліва притока Оржиці (басейн Дніпра).

## Опис
Довжина річки бл. 98 км (у межах Київської області — 38 км, Полтавської — 60 км). Долина коритоподібна, широка і неглибока. Річище слабозвивисте, в багатьох місцях випрямлене і каналізоване. На деяких ділянках вириті нові (штучні) русла для річки. Воду використовують для водопостачання та зрошування, побутує рибальство.

## Розташування
Гнила Оржиця бере початок між селами Стара Оржиця та Щасливе Броварського району ( з 1986 по 2020 Згурівський район)  Київської області. Тече переважно на південний схід. Впадає до Оржиці біля західної околиці села Савинців.

## Галерея

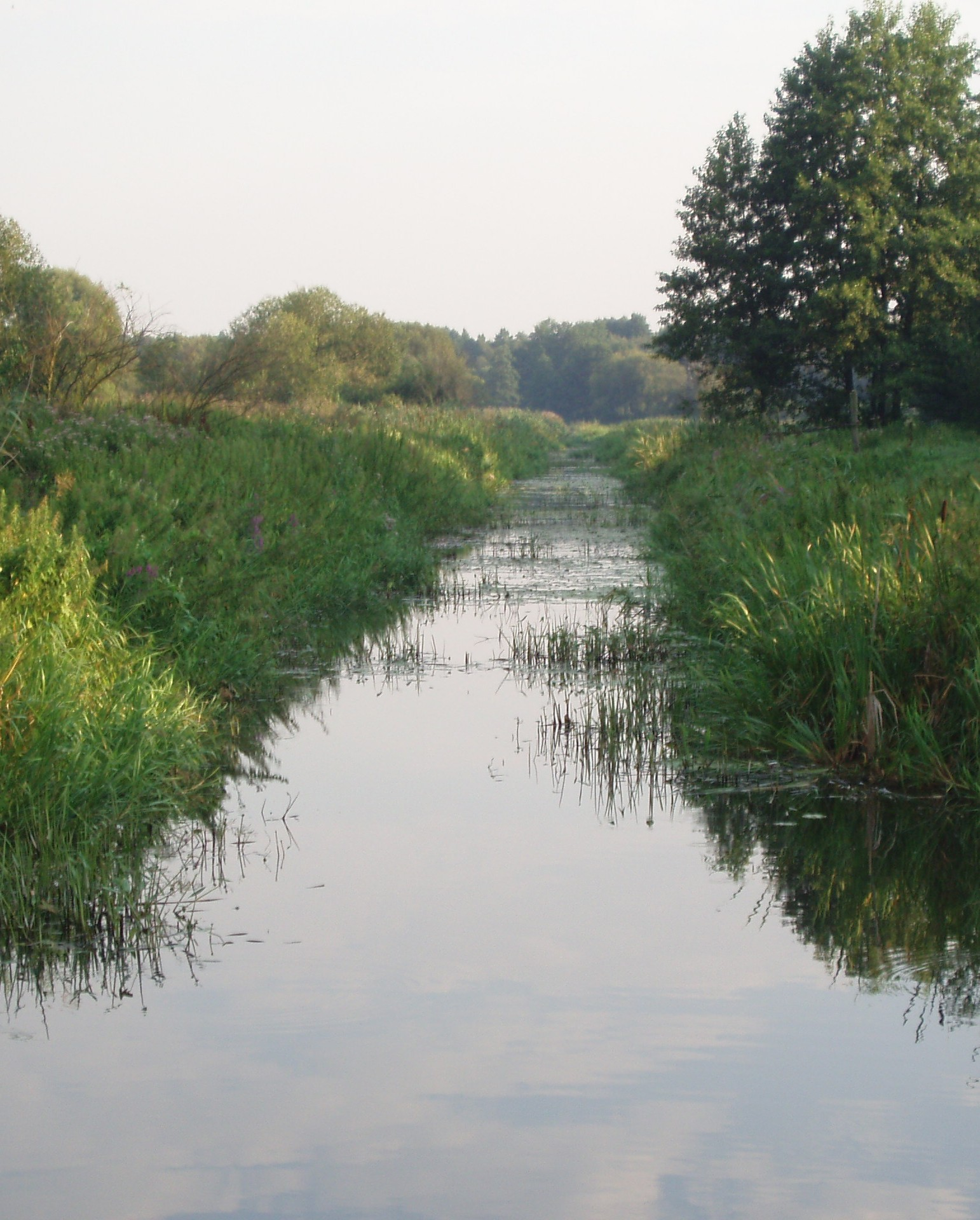
Нове русло Гнилої Оржиці біля с. Березівки Гребінківського р-ну Полтавської області, 2008
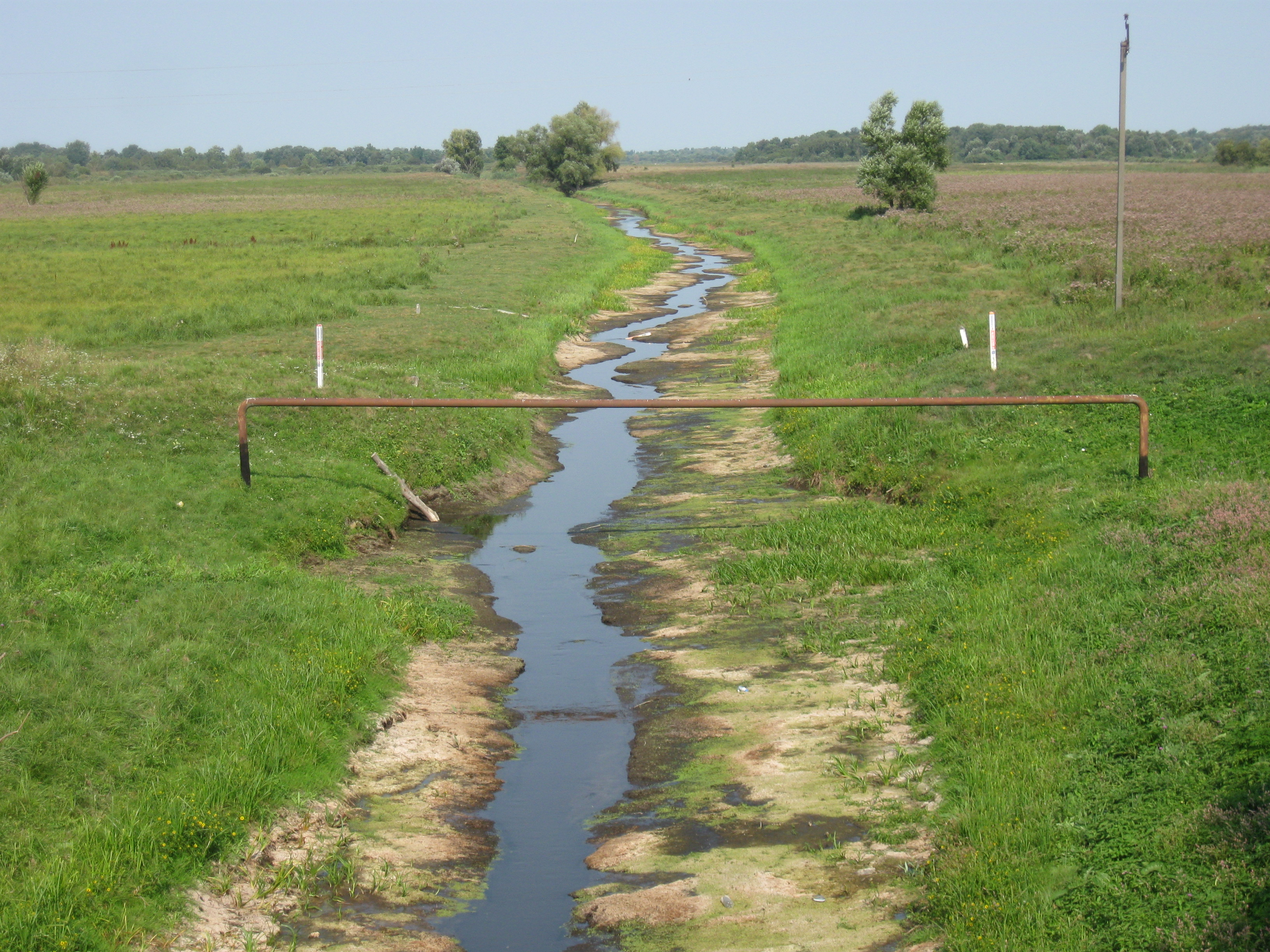
Майже пересохле русло Гнилої Оржиці біля с. Олексіївки Гребінківського району, 2009
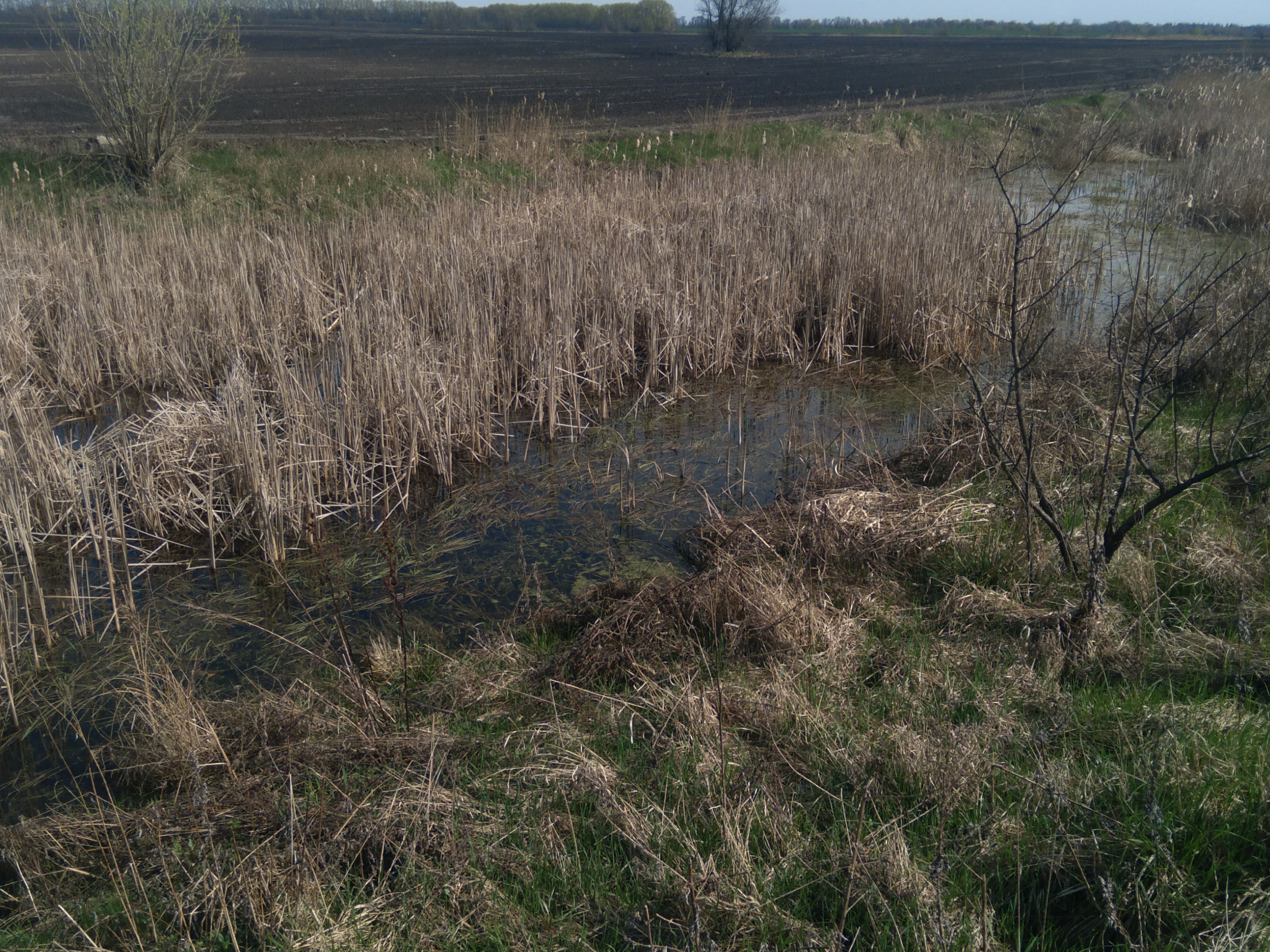
Неподалік від початку річки в селі Щасливе, квітень 2023
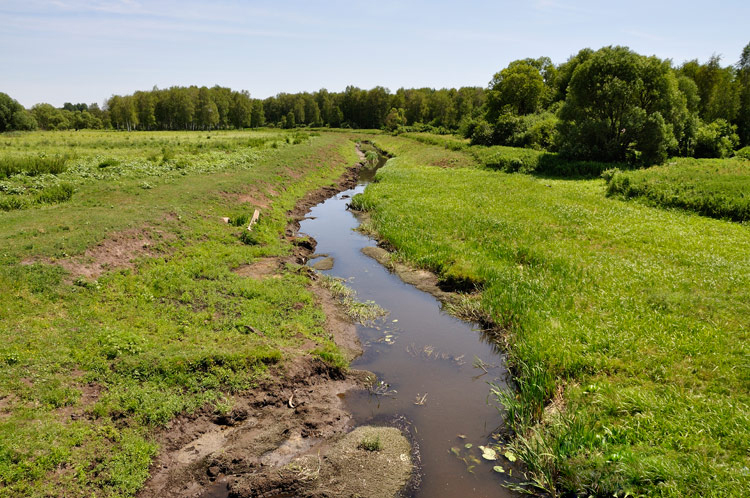
Річка Гнила Оржиця на околиці села Мар'янівка

## Цікаві факти
- Згідно з деякими довідниками Гнила Оржиця не є притокою Оржиці, а лише назвою середньої та верхньої частини Оржиці.
- Назву річки виводять від стародавнього слова рьжиця, коренем якого є ржа — іржа. Назва, можливо, дана за колір води: течія річки повільна, в її заплаві багато боліт. Утворилася назва за допомогою давнього гідронімічного суфікса -иц(я).